# Paris-Bourges 2022
Paris-Bourges 2022 est la 71e édition de la course cycliste française Paris-Bourges se déroulant le 6 octobre 2022 entre Gien (Loiret) et Bourges (Cher), sur une distance de 198 kilomètres.
La course fait partie du calendrier UCI Europe Tour 2022 en catégorie 1.1 et est remportée par le Belge Jasper Philipsen  (Alpecin-Deceuninck).

## Présentation

### Équipes
23 équipes sont au  départ de la course : douze équipes UCI WorldTeam, sept équipes continentales professionnelles et quatre équipes continentales.
| WorldTeams (12)- Bora-Hansgrohe - Groupama-FDJ - AG2R Citroën Team - Cofidis - Lotto-Soudal - Trek-Segafredo - BikeExchange-Jayco - UAE Team Emirates - EF Education-EasyPost - Ineos Grenadiers - Intermarché-Wanty-Gobert Matériaux - Israel-Premier Tech ProTeams (7)- B&B Hotels-KTM - Arkéa-Samsic - TotalEnergies - Alpecin-Deceuninck - Bingoal Pauwels Sauces WB - Sport Vlaanderen-Baloise - Uno-X Pro Cycling Team Équipes continentales (4)- Go Sport-Roubaix Lille Métropole - Saint Michel-Auber 93 - Team U Nantes Atlantique - Nice Métropole Côte d'Azur |
| |

## Classement final
| \| Classement général \| Classement général \| Classement général \| Classement général \| Classement général \| \| Coureur \| Coureur \| Pays \| Équipe \| Temps \| \| ------------------ \| ------------------ \| ------------------ \| ---------------------------------- \| ------------------ \| \| 1er \| Jasper Philipsen \| Belgique \| Alpecin-Deceuninck \| \| \| 2e \| Arnaud Démare \| France \| Groupama-FDJ \| \| \| 3e \| Bryan Coquard \| France \| Cofidis \| \| \| 4e \| Alexander Kristoff \| Norvège \| Intermarché-Wanty-Gobert Matériaux \| \| \| 5e \| Jordi Meeus \| Belgique \| Bora-Hansgrohe \| \| \| 6e \| Luca Mozzato \| Italie \| B&B Hotels-KTM \| \| \| 7e \| Edward Theuns \| Belgique \| Trek-Segafredo \| \| \| 8e \| Arnaud De Lie \| Belgique \| Lotto-Soudal \| \| \| 9e \| Axel Zingle \| France \| Cofidis \| \| \| 10e \| Marc Sarreau \| France \| AG2R Citroën Team \| \| |                    |          |                                    |       |
| |                    |          |                                    |       |
| Source : ProCyclingStats |                    |          |                                    |       |
| Classement général |                    |          |                                    |       |
| Coureur | Coureur            | Pays     | Équipe                             | Temps |
| 1er | Jasper Philipsen   | Belgique | Alpecin-Deceuninck                 |       |
| 2e | Arnaud Démare      | France   | Groupama-FDJ                       |       |
| 3e | Bryan Coquard      | France   | Cofidis                            |       |
| 4e | Alexander Kristoff | Norvège  | Intermarché-Wanty-Gobert Matériaux |       |
| 5e | Jordi Meeus        | Belgique | Bora-Hansgrohe                     |       |
| 6e | Luca Mozzato       | Italie   | B&B Hotels-KTM                     |       |
| 7e | Edward Theuns      | Belgique | Trek-Segafredo                     |       |
| 8e | Arnaud De Lie      | Belgique | Lotto-Soudal                       |       |
| 9e | Axel Zingle        | France   | Cofidis                            |       |
| 10e | Marc Sarreau       | France   | AG2R Citroën Team                  |       |